# Mediimorda bipunctata
Mediimorda bipunctata é uma espécie de insetos coleópteros polífagos pertencente à família Mordellidae.
A autoridade científica da espécie é Germar, tendo sido descrita no ano de 1827.
Trata-se de uma espécie presente no território português.